# Triglochin barrelieri
La cinta de agua (Triglochin barrelieri) es una especie de junco  de la familia de las juncagináceas.

## Descripción
Hierba perenne rizomatosa, con rizoma grueso, bulboso, rodeado de fibras oscuras, con uno ao varios tallos con todas las hojas en la base (escapos). Escapos de hasta 40(-55) cm, simples. Hojas simples, sentadas, numerosas; las externas reducidas a una vaina memabranosa; las internas de hastas 35 mm, con una vaina que rodea el escapo y limbo apenas diferenciado de la vaina, linear, de hasta 3 mm de anchura. Flores hermafroditas, actinomorfas, trímeras, dispuestas en el extremo de los escapos para formar racimos densos en la floración y de hasta 15 cm y laxos en la fructificación, con pedicelo de 3-6,5 mm en la fructificación, recto, erecto. Perianto con 6 piezas (tépalos) verdes, 3 externas y algo más largas que las 3 internas, de 2-3 mm; ovadas, caducas. Androceo con 6 estambres. Ovario súpero con 6 carpelos soldados, 3 fértiles y 3 estériles. Fruto formado por 3 folículos de 6-10 mm, cilíndrico-elipsoideos, separados en la madurez, con una semilla cada uno. Florece y fructifica en primavera.

## Distribución y hábitat
Oeste de Europa y  región mediterránea. Vive sobre suelos arcillosos encharcados por agua salada o salobre.